# Zima
Zima (en georgiano: ზიმა; en abjasio: Ӡыма, romanizado: Dzyma) es una aldea que pertenece a la parcialmente reconocida República de Abjasia, parte del distrito de Gulripshi, aunque de iure pertenece al municipio de Gulripshi de la República Autónoma de Abjasia de Georgia.

## Geografía
Zima se encuentra en la parte superior del valle de Kodori, a orillas del río Kodori. La aldea está a 75 km de Gulripshi y se administra desde el pueblo de Azhara. A su vez, la aldea se divide en Kvemo Zima y Zemo Zima.

## Historia
Después de la guerra del Cáucaso, cuando se anexó el principado de Abjasia, los rusos expulsaron a los habitantes originales (abjasios tsebelda y dali) de los valles en los tramos superiores del Kodori. La zona se repobló posteriormente con esvanos. 
El 12 de agosto de 2008, las fuerzas abjasias tomaron el control de Zima y de la mayoría del valle de Kodori, también conocido como la Alta Abjasia.

## Demografía
La evolución demográfica de Zima entre 1959 y 2002 fue la siguiente:
| 140                                                 | 55 | 64 |
| (Fuente: Population of Abkhazia since Soviet times) |    |    |

Según el censo de 2002, el 97% de la población georgianos del subgrupo de los esvanos.